# Клычков, Лев Леонидович
Ле́в Леони́дович Клычков (род. 1960) — советский и российский скрипач и музыкальный педагог, солист, концертмейстер Заслуженного коллектива России академического симфонического оркестра Санкт-Петербургской филармонии, преподаватель Санкт-Петербургской консерватории, народный артист Российской Федерации (2022).

## Биография, творческая деятельность
Родился в 1960 году в Ленинграде. Отец был математиком, преподавателем экономических дисциплин, мать окончила филологический факультет Ленинградского университета, переводчик с иностранных языков.
Игре на скрипке начал обучаться в пять с половиной лет в музыкальной школе Петроградского района у С. В. Забежинского, у которого ранее начал своё обучение  его старший брат Юрий Клычков (1956-2012), который впоследствии с 1982 по 2011 годы был артистом группы 1-х скрипок Академического симфонического оркестра СПб филармонии. В 1978 году окончил Среднюю специальную музыкальную школу, а в 1983 году — Ленинградскую консерваторию (класс Е. Комаровой). 
В  1983-84 годах служил в Советской армии, сначала в танковом полку, а затем в Ансамбле песни и пляски Ленинградского военного округа (ныне Ансамбль песни и пляски Западного военного округа). С 1980 по 1982 годы работал в Академическом симфоническом оркестре Ленинградской филармонии. В 1982 году был приглашен в группу первых скрипок ЗКР АСО Ленинградской филармонии. С 1998 года является первым концертмейстером оркестра, с которым также регулярно выступает как солист в России и за рубежом. Работал с такими дирижерами, как Е. Мравинский, Ю. Темирканов, В. Гергиев, А. Янсонс, М. Янсонс, М. Юровский, И. Менухин, Ю. Симонов, Г. Рождественский.
В качестве преподавателя ведёт класс скрипки в Санкт-Петербургской консерватории.
Играет на скрипке (и является её владельцем), изготовленной в конце 18-го - начала 19-го веков, которая перешла к нему от прежнего её владельца скрипача ЗКР АСО СПб филармонии Ефима Бельского, а к тому - от Народного артиста СССР профессора московской консерватории скрипача Леонида Когана.
Концертную деятельность начал в 1976 году. Сольный репертуар включает произведения композиторов от Баха до Стравинского, а также сочинения современных авторов. Участник камерных ансамблей (среди творческих партнеров — Х. Хан, Д. Ситковецкий, А. Рудин, И. Солженицын).
Выступает с сольными концертами и мастер-классами в России и в разных странах мира. Является одним из создателей (наряду с дирижёром Эммануэлем Ледюк-Баромом) Балтийского камерного оркестра, который 2001 году получил престижную премию AFAA (Association Française d'Action Artistique), ежегодно присуждаемую Министерством иностранных дел Франции.
Женат, имеет сына.

## Почётные звания и награды
- Лауреат Всероссийского конкурса скрипачей, г. Казань, 1981 год
- Дипломант Всесоюзного конкурса скрипачей, г. Рига, 1981 год
- Заслуженный артист Российской Федерации, 2003 год[17]
- Народный артист Российской Федерации, 2022 год[1]

## Мастер-классы
- Гос. филармония Республики Саха (Якутия) им. Г. М. Кривошапко, г. Якутск, 2015 год[18][19]
- Иркутское музыкальное училище, г. Иркутск, май 2022 года[20]

## Дискография
- Вольфганг Амадей Моцарт: Концертная симфония для скрипки и альта с оркестром. Солисты — Лев Клычков (скрипка) и Владимир Стопичев (альт). Балтийский камерный оркестр п/у Эммануэля Ледюк-Барома, 2005 год.

## Видео
- 2019 год, концертмейстер ЗКР АСО СПб филармонии Заслуженный артист РФ Лев Клычков о солисте-тубисте ЗКР, профессоре СПб консерватории Валентине ГАЛУЗИНЕ  Архивная копия от 29 декабря 2019 на Wayback Machine
- Санкт-Петербургская филармония. Соло в оркестре. Лев Клычков
- П.И.Чайковский. «Русский танец», версия для скрипки и струнного квинтета. 17.05.2021, Малый зал СПб филармонии, концерт памяти Лии Григорьевны Мелик-Мурадян «Музыкальное приношение для Лии»: солист Заслуженный артист РФ Лев Клычков (скрипка, играет на скрипке Л.Мелик-Мурадян), струнный квинтет: Илья Козлов, Дмитрий Корявко (скрипка), Денис Гончар (альт), Дмитрий Еремин (виолончель) и Артём Чирков (контрабас)
- Лев Клычков (2023 год, телеканал КУЛЬТУРА, ГТРК Санкт-Петербург)
- А.Дворжак. Концерт для скрипки с оркестром, солист Народный артист РФ Лев Клычков, Волгоградский академический симфонический оркестр, дирижёр Андрей Аниханов (26.11.2023, Волгоградская филармония)
- Юрий Темирканов. Непрошедшее время / Творческая встреча со Львом Клычковым[21]